# Volmar Wikström
Volmar Valdemar Wikström (ur. 27 grudnia 1889 w Pargas, zm. 10 czerwca 1957 w Helsinkach) – fiński zapaśnik walczący w obu stylach. Dwukrotny olimpijczyk. Srebrny medalista z Paryża 1924 i szósty w Sztokholmie 1912. Walczył w wadze lekkiej.
Srebrny medalista mistrzostw świata w 1921. Mistrz Europy w 1914; czwarty w 1913. Triumfator mistrzostw nordyckich w 1919 roku. Mistrz kraju w stylu klasycznym w 1914; drugi w 1915 i 1918; trzeci w 1924. W stylu wolnym pierwszy w 1924 i drugi w 1923 roku.

## Letnie Igrzyska Olimpijskie 1912
| Konkurencja            | Rundy eliminacyjne     | Rundy eliminacyjne      | Rundy eliminacyjne       | Rundy eliminacyjne    | Rundy eliminacyjne       | Rundy eliminacyjne     | Klas. końcowa |
| Konkurencja            | Przeciwnik I           | Przeciwnik II           | Przeciwnik III           | Przeciwnik IV         | Przeciwnik V             | Przeciwnik VI          | Miejsce       |
| ---------------------- | ---------------------- | ----------------------- | ------------------------ | --------------------- | ------------------------ | ---------------------- | ------------- |
| 67,5 kg styl klasyczny | Eugène Lesieur (FRA) Z | Rudolf Rydström (SWE) Z | Edvin Mathiasson (SWE) Z | Johan Nilsson (SWE) Z | Gustaf Malmström (SWE) P | Carl Erik Lund (SWE) P | 6.            |

## Letnie Igrzyska Olimpijskie 1924
| Konkurencja       | Rundy eliminacyjne    | Rundy eliminacyjne      | Finały                  | Finały              | Turniej o srebrny medal   | Turniej o srebrny medal | Klas. końcowa |
| Konkurencja       | Przeciwnik I          | 1/4                     | 1/2                     | Finał               | Przeciwnik I              | Przeciwnik II           | Miejsce       |
| ----------------- | --------------------- | ----------------------- | ----------------------- | ------------------- | ------------------------- | ----------------------- | ------------- |
| 66 kg styl wolny. | Peter Eriksen (DEN) Z | Ernest Jourdain (FRA) Z | George Gardiner (GBR) Z | Russell Vis (USA) P | Walter Montgomery (CAN) Z | Arvo Haavisto (FIN) Z   | 2.            |